# Sirius
Sirius, Bayer-Bezeichnung α Canis Majoris (Alpha Canis Majoris, α CMa), auch Hundsstern, früher auch Aschere oder Canicula genannt, ist ein Doppelsternsystem des Sternbildes „Großer Hund“. Er ist der hellste Stern am Nachthimmel, beinahe doppelt so hell wie der zweithellste Stern Canopus. Von allen Himmelsobjekten erscheinen nur Sonne, Mond sowie die Planeten Venus, Jupiter, Mars und Merkur heller. Im Wintersechseck markiert Sirius die südlichste Ecke.
Seine hellere Komponente besitzt eine scheinbare Helligkeit von −1,46 mag. Die Helligkeit seines Begleiters, des Weißen Zwerges Sirius B, beträgt hingegen nur 8,5 mag.
Mit 8,7 Lichtjahren Entfernung ist Sirius eines der nächsten Gestirne. Das geschätzte Alter beträgt zwischen 225 und 250 Millionen Jahre.

## Physikalische Eigenschaften

### Sirius A
Sirius A ist ein Hauptreihenstern vom Spektraltyp A1 mit der Leuchtkraftklasse V und dem Zusatz m für „metallreich“.
Seine Masse ist etwa 2,1-mal so groß wie die der Sonne. Interferometrische Messungen zeigen, dass sein Durchmesser das 1,7fache des Sonnendurchmessers beträgt. Sirius’ Leuchtkraft ist 25-mal so groß wie die der Sonne. Die Oberflächentemperatur beträgt knapp 10.000 K (Sonne: 5.778 K).
Die durch die Rotation des Sterns verursachte Dopplerverbreiterung der Spektrallinien erlaubt es, eine Untergrenze für die Rotationsgeschwindigkeit am Äquator zu bestimmen. Sie liegt bei 16 km/s, woraus eine Rotationsdauer von etwa 5,5 Tagen oder weniger folgt. Diese niedrige Geschwindigkeit lässt keine messbare Abplattung der Pole erwarten.
Das Lichtspektrum von Sirius A zeigt ausgeprägte metallische Linien. Dies deutet auf eine Anreicherung von schwereren Elementen als Helium hin, wie etwa das spektroskopisch besonders leicht beobachtbare Eisen.
Das Verhältnis von Eisen zu Wasserstoff ist in der Atmosphäre etwa dreimal so groß wie in der Atmosphäre der Sonne (entsprechend einer Metallizität von [Fe/H] = 0,5). Es wird vermutet, dass der in der Sternatmosphäre beobachtete hohe Anteil von schwereren Elementen nicht repräsentativ für das gesamte Sterninnere ist, sondern durch Anreicherung der schwereren Elemente auf der dünnen äußeren Konvektionszone des Sterns zustande kommt.
Die Gas- und Staubwolke, aus der Sirius A gemeinsam mit Sirius B entstand, hatte laut gängigen Sternmodellen nach etwa 4,2 Millionen Jahren das Stadium erreicht, in dem die Energiegewinnung durch die langsam anlaufende Kernfusion die Energiefreisetzung infolge Kontraktion um die Hälfte übertraf. Nach zehn Millionen Jahren schließlich stammte die gesamte erzeugte Energie aus der Kernfusion. Sirius A ist seither ein gewöhnlicher, Wasserstoff verbrennender Hauptreihenstern. Er gewinnt bei einer Kerntemperatur von etwa 22 Millionen Kelvin seine Energie hauptsächlich über den Bethe-Weizsäcker-Zyklus. Wegen der starken Temperaturabhängigkeit dieses Fusionsmechanismus wird die erzeugte Energie im Kern größtenteils durch Konvektion transportiert. Außerhalb des Kerns geschieht der Energietransport durch Strahlung, lediglich knapp unterhalb der Sternoberfläche setzt wieder konvektiver Transport ein (siehe auch Sternaufbau).
Sirius A wird seinen Vorrat an Wasserstoff innerhalb der nächsten knappen Jahrmilliarde verbrauchen, danach den Zustand eines Roten Riesen erreichen und schließlich als Weißer Zwerg von etwa 0,6 Sonnenmassen enden.

### Sirius B
Sirius B, der lichtschwache Begleiter von Sirius A, ist der unserem Sonnensystem nächstgelegene Weiße Zwerg. Er ist nur etwa so groß wie die Erde und wegen seiner Nähe einer der bestuntersuchten Weißen Zwerge überhaupt. Er spielte bei der Entdeckung und Beschreibung Weißer Zwerge eine wichtige Rolle. Die Beobachtung wird dadurch erschwert, dass er durch die große Helligkeit von Sirius A überstrahlt wird. Sirius B hat 98 % der Masse der Sonne, aber nur 2,7 % ihrer Leuchtkraft.

#### Eigenschaften
Im Unterschied zur wesentlich helleren Komponente Sirius A hat der Begleitstern Sirius B nur eine scheinbare Helligkeit von 8,5 mag. Er besitzt knapp eine Sonnenmasse und ist damit einer der massereichsten bekannten Weißen Zwerge (die meisten Weißen Zwerge konzentrieren sich in einem engen Bereich um 0,58 Sonnenmassen, nur geschätzte 2 % oder weniger überschreiten eine Sonnenmasse). Mit einer Oberflächentemperatur von rund 25.000 K ist Sirius B viel heißer als die Sonne oder Sirius A. Trotz dieser hohen Temperatur beträgt seine Helligkeit nur ein Zehntausendstel derjenigen von Sirius A. Die Kombination der beobachteten Temperatur und Helligkeit mit Modellrechnungen ergibt einen Durchmesser von 0,008 64 Sonnendurchmessern (ca. 12.020 km). Sirius B ist also sogar etwas kleiner als die Erde (mittlerer Durchmesser 12.742 km).
Die Schwerkraft auf der Oberfläche von Sirius B ist knapp 400.000-mal so hoch wie auf der Erde (log g = 8,556), seine mittlere Dichte beträgt 2,38 Tonnen/cm3, die Dichte in seinem Zentrum 32,36 Tonnen/cm3. Sirius B besteht aus einer vollständig ionisierten Mischung aus Kohlenstoff und Sauerstoff, umgeben von einer dünnen Atmosphäre ionisierten Wasserstoffs. Wegen der starken Oberflächenschwerkraft sind fast alle schwereren Verunreinigungen der Atmosphäre in den Kern abgesunken, so dass das Spektrum von Sirius B praktisch ausschließlich Wasserstofflinien aufweist. Da die heiße Wasserstoffatmosphäre für Röntgenstrahlung durchsichtig ist, können Röntgenemissionen beobachtet werden, die aus tieferen, heißeren Schichten stammen. Sirius B besitzt praktisch kein Magnetfeld.
.

#### Entwicklung
Nach den aktuellen Szenarien zur Sternentwicklung entstanden Sirius A und B vor etwa 240 Millionen Jahren gemeinsam als Doppelsternsystem. Sirius B war ursprünglich mit fünf Sonnenmassen und der 630-fachen Leuchtkraft der Sonne erheblich schwerer und leuchtkräftiger als Sirius A mit nur zwei Sonnenmassen. Wegen seiner großen Masse und der damit einhergehenden hohen Fusionsrate hatte Sirius B nach etwa 100 Millionen Jahren den Großteil des Wasserstoffs in seinem Kern zu Helium verbrannt (Wasserstoffbrennen). Die Fusionszone verlagerte sich in eine Schale um den ausgebrannten Kern und Sirius B blähte sich zu einem Roten Riesen auf. Schließlich versiegte auch diese Energiequelle, so dass Sirius B begann, das erzeugte Helium zu Kohlenstoff und Sauerstoff zu fusionieren (Heliumbrennen). Er verlor seine nur noch schwach gebundenen äußeren Schichten wegen des starken einsetzenden Sternwindes und büßte so etwa vier Fünftel seiner ursprünglichen Masse ein. Übrig blieb der hauptsächlich aus Kohlenstoff und Sauerstoff bestehende ausgebrannte Kern, in dem praktisch keine Energieerzeugung mehr stattfand. Mit dem Erlöschen der Kernfusion fehlte nun der Strahlungsdruck, der der Gravitation entgegengewirkt hatte, und der Stern fiel zu einem Weißen Zwerg zusammen. Stabilisiert wird er nun durch einen quantenmechanischen Effekt, den Entartungsdruck der Elektronen. Sirius B befindet sich nun seit etwa 124 Millionen Jahren in diesem Stadium und kühlt langsam aus.

#### Entdeckung
Friedrich Bessel bemerkte 1844 bei der Auswertung langjähriger Beobachtungsreihen eine Unregelmäßigkeit in der Eigenbewegung des Sirius, welche er als den Einfluss eines Doppelsternpartners mit einer Umlaufdauer von etwa einem halben Jahrhundert deutete. Zwar war vier Jahrzehnte zuvor von William Herschel die Existenz von physisch zusammengehörigen Doppelsternen gezeigt worden, aber alle bisher bekannten hatten zwei oder mehr sichtbare Komponenten. Dass der vermutete Begleiter von Sirius bisher von niemandem gesehen worden war, schreckte Bessel nicht ab: „Dass zahllose Sterne sichtbar sind, beweiset offenbar nichts gegen das Dasein zahlloser unsichtbarer“.
Christian Peters konnte 1851 in seiner Habilitationsschrift die Umlaufperiode des Begleiters zu 50,093 Jahren und seine Masse zu mehr als sechs Jupitermassen bestimmen, eine starke Exzentrizität der Umlaufbahn feststellen und eine Ephemeride seiner erwarteten Positionen geben.
Trotz dieser Hilfestellung gelang niemandem die Beobachtung, bis am 31. Januar 1862 Alvan Graham Clark, ein Sohn des Bostoner Instrumentenbauers Alvan Clark, eine gerade fertiggestellte Objektivlinse an Sirius prüfte und feststellte: „Vater, Sirius hat einen Begleiter.“ Peters bestritt zunächst die Identität des von Clark entdeckten Sterns mit dem von ihm berechneten Begleiter des Sirius. Da Sirius B sich auf seiner Umlaufbahn damals zunehmend von Sirius A entfernte, konnte er nunmehr auch von zahlreichen anderen Beobachtern ausfindig gemacht und vermessen werden.

#### Weißer Zwerg
Nach mehrjährigen Positionsmessungen, aus denen sich auch die Abstände der beiden Sterne vom gemeinsamen Schwerpunkt und damit ihr Massenverhältnis ergaben, stellte Otto von Struve 1866 fest, dass der Begleiter etwa halb so schwer war wie Sirius selbst. Bei gleichem Aufbau wie Sirius hätte der Begleiter damit immerhin 80 % von dessen Durchmesser und deshalb eine nur wenig geringere Helligkeit haben müssen. Weil der Begleiter aber nur die achte Größenklasse erreichte, also 10.000-mal leuchtschwächer als Sirius war, schloss Struve, „dass die beiden Körper von sehr unterschiedlicher physischer Beschaffenheit sind“.
Über Jahrzehnte hinweg blieb Sirius B eine bloße Kuriosität. Nachdem die Anwendung der Spektralanalyse auf das Sternenlicht die Einteilung der Sterne in Spektralklassen erlaubt hatte, konnten Ejnar Hertzsprung und Henry Russell ab etwa 1910 systematische Zusammenhänge zwischen der Spektralklasse eines Sterns und seiner Leuchtkraft aufdecken. Im Hertzsprung-Russell-Diagramm bildeten die (damals untersuchten) Sterne zwei Gruppen: „Zwerge“ und „Riesen“. Nicht in das Schema passte jedoch schon damals der Stern 40 Eridani B, ein schwacher Begleiter von 40 Eridani: Er war gemessen an seiner Spektralklasse viel zu lichtschwach. 1915 konnte ein Spektrum von Sirius B aufgenommen werden, das ihn im HR-Diagramm in die Nähe von 40 Eridani B rückte und zeigte, dass die beiden offenbar Angehörige einer neuen Sternklasse waren. Ihre geringe Leuchtkraft trotz hoher Temperatur zeugte von einer geringen abstrahlenden Oberfläche, also einem kleinen Radius und damit einer immensen Dichte.
Arthur Eddington hatte ab den 1920er Jahren detaillierte und erfolgreiche Sternmodelle erarbeitet, nach denen Sterne Gaskugeln sind, in denen der Druck durch die Gravitation im Gleichgewicht mit dem Gasdruck und dem Strahlungsdruck steht. Das Modell konnte aber nicht erklären, welcher Druck die Weißen Zwerge mit ihrer noch weitaus größeren Gravitation vor dem Kollaps bewahrt. 
Eine Erklärung gelang Ralph Fowler 1926, indem er das erst kurz zuvor entdeckte Pauli-Prinzip mit einbezog, das verhindert, dass die Elektronen im Sterninnern beliebig nahe zusammenrücken.

#### Gravitative Rotverschiebung
Albert Einstein hatte im Zuge seiner Vorarbeiten zur allgemeinen Relativitätstheorie bereits 1908 vorhergesagt, dass Photonen, die mit der Wellenlänge λo von einem massereichen Körper ausgesandt werden, bei einem höher im Gravitationsfeld befindlichen Beobachter mit einer größeren, also rotverschobenen Wellenlänge eintreffen. Einige Versuche, diesen Effekt an Spektrallinien der Sonne zu beobachten, scheiterten zunächst wegen seiner Geringfügigkeit. Die Wellenlängenverschiebung, ausgedrückt als eine Geschwindigkeit in km/s (so als ob es sich um einen Dopplereffekt aufgrund einer Relativbewegung handeln würde), beträgt 0,6·M/R, wobei M und R die Masse und der Radius des Körpers sind, ausgedrückt als Vielfache der Sonnenmasse und des Sonnenradius. Da sich das Verhältnis M/R auch bei sehr massereichen Sternen wenig gegenüber der Sonne ändert, schien ein Nachweis des Effekts bis in die 1920er Jahre hinein aussichtslos zu sein.
Bei Weißen Zwergen jedoch handelt es sich um massereiche Objekte mit kleinem Radius, die eine deutliche Rotverschiebung zeigen sollten. Eddington, der bereits 1919 die relativistische Lichtablenkung im Gravitationsfeld der Sonne nachgewiesen hatte, sah darin eine Chance, die von ihm vermutete außerordentliche Dichte Weißer Zwerge zu bestätigen. Die Wahl fiel auf Sirius B, weil er Bestandteil eines Doppelsternsystems war. Daher war seine Masse bekannt, und durch Vergleich mit dem Spektrum von Sirius A war es außerdem möglich, den gravitativen Anteil der Rotverschiebung von der durch die Radialgeschwindigkeit des Systems erzeugten Dopplerverschiebung zu unterscheiden. Ausgehend von den damals angenommenen Werten für Temperatur und Radius erwartete Eddington eine Rotverschiebung von etwa +20 km/s. Walter Adams konnte im Jahre 1925 Spektren von Sirius B aufnehmen, die vermeintlich nur wenig durch Licht von Sirius A überlagert waren, und erhielt eine Verschiebung von +21 km/s. J. H. Moore bestätigte 1928 die Messung mit einem Wert von (21 ± 5) km/s.
In den folgenden Jahrzehnten konnten die theoretischen Modelle Weißer Zwerge erheblich verbessert werden. Es stellte sich heraus, dass Eddington die Temperatur von Sirius B stark unterschätzt und den Radius daher überschätzt hatte. Die Theorie verlangte nun das Vierfache der von Eddington berechneten Rotverschiebung. Erneute Messungen ergaben in der Tat im Jahre 1971 eine Rotverschiebung von (+89 ± 16) km/s. Die Autoren erklärten Adams’ Ergebnis damit, dass damals wegen der starken Lichteinstreuung von Sirius A auch Spektrallinien vermessen worden waren, von denen mittlerweile bekannt war, dass sie zu Sirius A gehören. Der aktuelle Wert für die gravitative Rotverschiebung von Sirius B beträgt (80,42 ± 4,83) km/s; das Auflösungsvermögen des Hubble-Weltraumteleskops hatte es im Jahre 2004 ermöglicht, ein hochaufgelöstes Spektrum von Sirius B ohne nennenswerte Einstreuungen von Sirius A aufzunehmen.

### Sirius C
In den 1920er Jahren beobachteten mehrere Astronomen wiederholt einen schwachen Stern etwa der 12. Größenklasse in unmittelbarer Nähe von Sirius A, verloren diesen möglichen neuen Begleiter dann aber wieder. Französische Astronomen konnten 1999 auf einer Aufnahme mit abgeblendetem Sirius A dessen Umgebung näher auf schwache Sterne untersuchen. Sie fanden einen Hintergrundstern passender Helligkeit, an dem Sirius in der ersten Hälfte des 20. Jahrhunderts vorbeigezogen war und der offenbar von den damaligen Beobachtern gesehen worden war. Beim Vergleich mit einer früheren Aufnahme konnten die Astronomen außerdem bis in eine Nähe von 30 Bogensekunden keinen Begleitstern finden, der sich durch eine mit Sirius A gemeinsame Eigenbewegung verraten hätte.
Eine Untersuchung von Unregelmäßigkeiten in der Umlaufbewegung von Sirius A und B deutet darauf hin, dass sich im Sirius-System eine dritte Komponente, deren Masse auf nur etwa 0,06 Sonnenmassen eingeschätzt wird, mit einer Umlaufdauer von etwa 6 Jahren befinden könnte. Da es um Sirius B keine stabile Umlaufbahn mit einer Umlaufzeit von mehr als 4 Jahren gibt, kann der potenzielle Sirius C nur um Sirius A kreisen.

## Sirius A und B als Doppelsternsystem
Das Sternensystem Sirius besteht aus den zwei oben beschriebenen Sternen, die sich mit einer Periode von 50,052 Jahren um ihren gemeinsamen Massenschwerpunkt bewegen. Wie bei allen Doppelsternen bewegt sich jeder der beiden Sterne jeweils auf einer Ellipse um diesen Schwerpunkt; für jede der beiden Ellipsen fällt einer ihrer Brennpunkte mit dem Schwerpunkt zusammen. Da Sirius A mehr als doppelt so schwer ist wie Sirius B, liegt der Schwerpunkt des Systems näher an Sirius A.
Aus praktischen Gründen wird üblicherweise nur die relative Bahn von Sirius B bezüglich Sirius A dargestellt, der daher einen festen Punkt im Diagramm einnimmt. Diese relative Bahn ist ebenfalls eine Ellipse, nun aber mit Sirius A in einem ihrer Brennpunkte. Könnte ein irdischer Beobachter senkrecht auf die Bahnebene des Doppelsternsystems blicken, so sähe er diese Ellipse mit einer 7,501″ langen großen Halbachse und einer Exzentrizität von 0,5923. Unter Berücksichtigung der Entfernung von Sirius folgen daraus für die große Halbachse eine Länge von knapp 20 Astronomischen Einheiten (AE) oder knapp drei Milliarden Kilometern, ein kleinster Abstand von 8 AE und ein größter Abstand von 31,5 AE. Der kleinste bzw. größte Abstand würde diesem Beobachter unter einem Winkel von 3,1″ bzw. 11,9″ erscheinen.
Da die Bahn jedoch um 136,62° gegen die Sichtlinie geneigt ist, sieht der Beobachter die Bahn in Schrägansicht, die sich wiederum als Ellipse, aber mit etwas größerer Exzentrizität darstellt. Die Abbildung zeigt diese scheinbare Bahn, wie sie von der Erde aus gesehen erscheint. Obwohl Sirius A in einem Brennpunkt der relativen Umlaufbahn von Sirius B liegt, befindet er sich wegen der Schrägansicht nicht in einem Brennpunkt der im Diagramm dargestellten perspektivisch verkürzten Ellipse. Aufgrund der Schrägansicht erscheinen dem Beobachter die größtmöglichen und kleinstmöglichen Winkelabstände, die Sirius B auf dieser scheinbaren Bahn durchläuft, etwas kleiner als die oben angegebenen unverzerrten Werte. Sirius B passierte auf seiner wahren Bahn den geringsten Abstand zu Sirius A (das Periastron) das letzte Mal im Jahre 1994, erreichte auf der scheinbaren Bahn den verkürzungsbedingt geringsten Abstand jedoch bereits 1993.
Während sich Sirius B im Zustand des roten Riesen befand, könnte sich durch Massenübertritt die Metallizität seines Begleiters Sirius A erhöht haben. Dies wäre eine Erklärung, warum Sirius A mehr Metalle (Elemente schwerer als Helium) in seiner Hülle enthält, als dies für einen Hauptreihenstern zu erwarten wäre. So liegt der Gehalt an Eisen z. B. 7,4-mal über dem der Sonne.
Vom Infrarot-Satelliten IRAS gemessene Werte zeigen für das Sirius-System eine höhere infrarote Strahlung als erwartet. Das könnte auf Staub in diesem System hinweisen und wird als ungewöhnlich in einem Doppelsternsystem betrachtet.
Umgebung
Der nächste Nachbarstern Prokyon ist von Sirius A+B 5,24 Lichtjahre entfernt. Die weiteren größeren Nachbarsternsysteme sind mit Entfernungen von 7,8 Lj Epsilon Eridani, 8,6 Lj die Sonne und 9,5 Lj Alpha Centauri.

## Bewegung

### Eigenbewegung
Sirius weist eine relativ große Eigenbewegung von 1,3″ im Jahr auf. Davon entfallen etwa 1,2″ auf die südliche und 0,55″ auf die westliche Richtung.
Sirius und Arktur waren die ersten Sterne, an denen eine Eigenbewegung festgestellt wurde, nachdem sie über Jahrtausende hinweg als unbeweglich („Fixsterne“) galten. Im Jahre 1717 bemerkte Edmond Halley beim Vergleich der von ihm selbst gemessenen Sternpositionen mit den im Almagest überlieferten antiken Koordinaten, dass Sirius sich seit der Zeit des Ptolemäus um etwa ein halbes Grad (einen Vollmonddurchmesser) nach Süden verschoben hatte.

### Sirius-Supercluster
Im Jahre 1909 machte Hertzsprung darauf aufmerksam, dass auch Sirius aufgrund seiner Eigenbewegung wohl als ein Mitglied des Ursa-Major-Stroms anzusehen sei. Dieser Sternstrom besteht aus etwa 100 bis 200 Sternen, die eine gemeinsame Bewegung durch den Raum zeigen und vermutlich zusammen als Mitglieder eines offenen Sternhaufens entstanden, dann aber weit auseinanderdrifteten. Untersuchungen aus den Jahren 2003 und 2005 ließen jedoch Zweifel aufkommen, ob Sirius ein Mitglied dieser Gruppe sein kann. Das Alter der Ursa-Major-Gruppe musste auf etwa 500 (± 100) Millionen Jahre heraufgesetzt werden, während Sirius nur etwa halb so alt ist. Damit wäre er zu jung, um zu dieser Gruppe zu gehören.
In der Umgebung der Sonne lassen sich neben dem Ursa-Major-Strom noch andere Bewegungshaufen unterscheiden, unter anderem der Hyaden-Supercluster sowie der Sirius-Supercluster. Letzterer umfasst neben Sirius und der Ursa-Major-Gruppe auch weit verstreut liegende Sterne wie Beta Aurigae, Alpha Coronae Borealis, Zeta Crateris, Beta Eridani und Beta Serpentis. Die Bezeichnung „Supercluster“ beruht auf der Vorstellung, dass auch diese großen Sterngruppen jeweils gemeinsam entstanden sind und – obwohl inzwischen weit auseinandergedriftet – eine erkennbare gemeinsame Bewegung beibehalten haben. Sirius wäre dann, wenn nicht Mitglied der Ursa-Major-Gruppe, so doch des umfassenderen Sirius-Superclusters. Das Szenario eines gemeinsamen Ursprungs der Sterne in einem solchen Supercluster ist jedoch nicht unumstritten; insbesondere kann es nicht erklären, warum es in einem Supercluster Sterne sehr unterschiedlichen Alters gibt. Eine alternative Deutung geht davon aus, dass der Hyaden- und der Siriusstrom nicht aus Sternen jeweils gemeinsamer Herkunft bestehen, sondern aus Sternen ohne Verwandtschaft, denen Unregelmäßigkeiten im Gravitationsfeld der Milchstraße ein gemeinsames Bewegungsmuster aufgeprägt haben. Es wäre dann nicht von „Superclustern“, sondern von „dynamischen Strömen“ zu sprechen.

### Vorbeiflug am Sonnensystem
Sirius wird auf seinem Kurs, von einem gegenwärtigen Abstand von 8,6 Lj. aus, in etwa 64.000 Jahren mit ca. 7,86 Lichtjahren seine größte Annäherung zum Sonnensystem erreicht haben. Seine scheinbare Helligkeit wird dann bei −1,68 mag liegen (heute −1,46 mag).

## Sichtbarkeit
Die scheinbare Position von Sirius am Himmel ist abhängig vom Beobachtungsort auf der Erde und wird von der Erdpräzession sowie der Eigenbewegung des Sirius zusätzlich beeinflusst. So ist beispielsweise in der heutigen Zeit Sirius vom Nordpol bis zum 68. nördlichen Breitengrad nicht zu sehen, während Sirius vom Südpol bis zum 67. südlichen Breitengrad ständig am Himmel steht und nicht untergeht. Damit verbunden nimmt vom 67. nördlichen Breitengrad ausgehend die maximal sichtbare Höhe über dem Horizont bis in die Region des Äquators je Breitengrad um einen Höhengrad auf etwa 83° zu, um sich bis zum Südpol wieder auf etwa 30° zu reduzieren. Zusätzlich ändert sich je Breitengrad der Aufgangsort von Sirius. Am 67. nördlichen Breitengrad taucht Sirius am Horizont in südöstlicher Lage (172°) auf, am Äquator dagegen fast im Osten (106°). Die unterschiedlichen Sichtbarkeitsverhältnisse wirken sich auf die Beobachtungsdauer am Himmel aus, die zwischen knapp sechs Stunden am 67. nördlichen Breitengrad und der ständigen Präsenz am Südpol je nach Ortslage veränderliche Werte aufweist.
Ähnliche Bedingungen gelten hinsichtlich des Breitengrads für den Sonnenaufgang, der gegenüber dem Vor- und Folgetag zeitlich variiert. Die Region, in der Sirius nicht gesehen werden kann, wird sich in den folgenden Jahren weiter in südlicher Richtung ausdehnen. Im Jahr 7524 n. Chr. verlagert sich die Grenze der Nicht-Sichtbarkeit bis zum 52. Breitengrad auf die Höhe Berlins. In etwa 64.000 Jahren, wenn Sirius die größte Annäherung erreicht haben wird, kehrt sich dieser Trend um. In Deutschland wird er dann das ganze Jahr über sichtbar sein und nicht mehr untergehen.
Sirius ist wegen seiner Helligkeit auch für den zufälligen Himmelsbetrachter ein auffälliger Stern. Sein grelles bläulich-weißes Licht neigt schon bei geringer Luftunruhe zu starkem und oft farbenfrohem Flackern:
- Szintillation bei Sirius
- Szintillation von Sirius (scheinbare Helligkeit = −1,1 mag) am Abendhimmel kurz vor der oberen Kulmination auf dem südlichen Meridian bei einer Höhe von 20° über dem Horizont. Der Sirius bewegt sich während der 29 Sekunden um 7,5 Bogenminuten von links nach rechts.
- Szintillation von Sirius (scheinbare Helligkeit = −1,0 mag) am Abendhimmel zwei Stunden vor der oberen Kulmination auf dem südlichen Meridian bei einer Höhe von 16° über dem Horizont. Der Sirius bewegt sich während der in zehnfacher Zeitlupe dargestellten Aufnahme um knapp 15 Bogenminuten von links nach rechts.
- Der szintillierende Stern Sirius frei Hand mit 15 Sekunden Belichtungszeit aufgenommen.
- Der szintillierende Stern Sirius frei Hand mit 15 Sekunden Belichtungszeit aufgenommen und mit erhöhter Farbsättigung wiedergegeben, um das Farbenspiel besser erkennbar zu machen.

In gemäßigten nördlichen Breiten ist er ein Stern des Winterhimmels, den er wegen seiner Helligkeit dominiert. Während er den Sommer über am Tageshimmel steht und mit bloßem Auge nicht zu sehen ist, wird er gegen Ende August erstmals in der Morgendämmerung sichtbar. Im Herbst ist er ein Stern der zweiten Nachthälfte, im Winter geht er schon am Abend auf. Um den Jahreswechsel kulminiert Sirius gegen Mitternacht und ist daher die ganze Nacht über zu sehen. Sein Aufgang fällt im Frühling bereits vor den Sonnenuntergang und kann nicht mehr beobachtet werden. Ab Mai hat sich auch sein Untergang in die helle Tageszeit verlagert, so dass er bis in den Spätsommer gar nicht mehr sichtbar ist. Ein Beobachter kann in großer Höhe Sirius auch am Tage mit bloßem Auge sehen, wenn die Sonne schon nahe am Horizont steht und sich der Stern an einem Standort mit sehr klarem Himmel hoch über dem Horizont befindet.

### Auffinden am Himmel
Wenn man die gedachte Linie des Oriongürtels um etwa das sechseinhalbfache verlängert geht diese in unmittelbarer Nähe an Sirius vorbei.

## Helligkeitsvergleich mit anderen Sternen
Wega wird etwa 235.000 n. Chr. Sirius mit einer errechneten Helligkeit von −0,7 mag als hellsten Stern am Himmel ablösen, ehe dann 260.000 n. Chr. Canopus mit −0,46 mag wieder als zweithellster Stern Sirius auf Rang drei verdrängen wird. Die Entwicklung der Helligkeit von Sirius im Vergleich zu anderen hellen Sternen im Zeitraum zwischen 100.000 v. Chr. und 100.000 n. Chr. ist im folgenden Diagramm und der dazugehörigen Tabelle dargestellt:
| Jahr     | Sirius | Canopus | Wega  | Arcturus | Prokyon | Altair | α Cen |
| -------- | ------ | ------- | ----- | -------- | ------- | ------ | ----- |
| −100.000 | −0,66  | −0,82   | +0,33 | +0,88    | +0,88   | +1,69  | +2,27 |
| 0−75.000 | −0,86  | −0,80   | +0,24 | +0,58    | +0,73   | +1,49  | +1,84 |
| 0−50.000 | −1,06  | −0,77   | +0,17 | +0,30    | +0,58   | +1,27  | +1,30 |
| 0−25.000 | −1,22  | −0,75   | +0,08 | +0,08    | +0,46   | +1,03  | +0,63 |
| −000.000 | −1,43  | −0,72   | −0,00 | −0,02    | +0,37   | +0,78  | −0,21 |
| −025.000 | −1,58  | −0,69   | −0,08 | +0,02    | +0,33   | +0,49  | −0,90 |
| −050.000 | −1,66  | −0,67   | −0,16 | +0,19    | +0,32   | +0,22  | −0,56 |
| −075.000 | −1,66  | −0,65   | −0,25 | +0,45    | +0,37   | −0,06  | +0,30 |
| −100.000 | −1,61  | −0,62   | −0,32 | +0,74    | +0,46   | −0,31  | +1,05 |

## Sirius in der Geschichte

### Namensherkunft
Die früheste überlieferte Erwähnung von Sirius (altgriechisch Σείριος, Seirios) findet sich im 7. Jahrhundert v. Chr. bei Hesiods Lehrgedicht Werke und Tage. Die Herkunft des Namens unterliegt mehreren Deutungen: Leukosia (Die Weiße) ist in der griechischen Mythologie eine der Sirenen (Seirenes). Eine mögliche Verbindung zu Sirius mit der Benennung als Das gleißend weiße Licht ist ebenso Inhalt kontroverser Diskussionen wie auch die Anwendung der Begriffe gleißend heiß und sengend für Seirios. Schließlich wird eine weitere Gleichsetzung mit der indogermanischen Wurzel *tueis-ro für „erregt sein“ oder „funkeln“ angenommen. Einige Wissenschaftler bestreiten allerdings diese Ableitung.

### Sirius im Blickwinkel anderer Kulturen
Die scheinbare Helligkeit des Sirius war im Altertum unwesentlich geringer und lag bei −1,41 mag. Die Entfernung betrug 8,8 Lichtjahre. Als besonders auffälliger Stern findet sich Sirius seit prähistorischen Zeiten in den Mythen, Religionen und Gebräuchen zahlreicher Kulturen, welche hier nur knapp angerissen werden können.

#### Ägypten
| M44 | X1 · N14 |

| M44 | X1 · N14 |

Ob die Bedeutung „die Spitze“ ausschließlich mit dem Sternbild Sopdet in Verbindung gebracht wurde, bleibt dabei unklar. Während sich die Verehrung auf Sirius konzentrierte, verblassten die beiden anderen Sterne in ihrer Bedeutung immer mehr. Bezüglich der Nilflut nahm Sirius im Verlauf der ägyptischen Geschichte einen wichtigen Rang ein. Herodot gibt die Zeit um den 22./23. Juni als Beginn der Nilflut an. Einträge in ägyptischen Verwaltungsdokumenten bestätigen Herodots Angaben. Historische und astronomische Rekonstruktionen belegen, dass die erste morgendliche Sichtbarkeit von Sirius im Nildelta um 2850 v. Chr. und im südlichsten Ort Assuan um 2000 v. Chr. mit dem 22./23. Juni zusammenfiel.
Sirius galt deshalb im 3. Jahrtausend v. Chr. als Verkünder der Nilflut und genoss in der ägyptischen Religion eine noch größere Bedeutung. Im weiteren Verlauf der ägyptischen Geschichte erfolgten die heliakischen Aufgänge von Sirius erst nach dem Eintreffen der Nilflut. In der griechisch-römischen Zeit Ägyptens wurde den veränderten Bedingungen mythologisch Rechnung getragen. Nun war es Salet, die mit einem Pfeilschuss die Nilflut auslöste; ihre Tochter Anukket sorgte anschließend für die Abschwellung des Nils. Der heliakische Aufgang des Sirius erfolgt in der heutigen Zeit in Assuan am 1. August und im Nildelta am 7. August.

#### Sumer und Mesopotamien
Bei den Sumerern nahm Sirius im 3. Jahrtausend v. Chr. in der sumerischen Religion schon früh mehrere zentrale Rollen ein. Als Kalenderstern erfüllte er mit der Bezeichnung MULKAK.SI.SÁ eine wichtige Funktion im landwirtschaftlichen Zyklus. Als MULKAK.TAG.GA (Himmelspfeil) galt Sirius als eine Hauptgottheit der Sieben und unterstand dem herrschenden Gottesstern über die anderen Himmelsobjekte, der Venus, die als Göttin Inanna verehrt wurde. In den Akitu-Neujahrsprozessionen galt Sirius schließlich als Zieher über die Meere und erhielt entsprechende Opfergaben. Nahezu in unveränderter Form fungierte er auch später bei den Babyloniern und Assyrern, die Sirius zusätzlich gemäß der MUL.APIN-Tontafeln als Signalgeber für den Zeitpunkt der Schaltjahre bestimmten.

#### Griechenland, Rom und Deutschland
Bei den Griechen und Römern war Sirius mit Hitze, Feuer und Fieber verbunden. Die Römer nannten die heißeste Zeit des Jahres (üblicherweise vom frühen Juli bis Mitte August) die „Hundstage“ (lat. dies caniculares, Tage des Hundssterns). Im deutschen Volksglauben wurden die Hundstage ab dem 15. Jahrhundert als Unglückszeit angesehen. Sirius galt bei den Griechen als Wegbereiter der Tollwut.

#### Nordamerika und China
Auch bei vielen nordamerikanischen Volksstämmen wird Sirius mit Hunden oder Wölfen assoziiert. Bei den Cherokee beispielsweise sind Sirius und Antares die Hundssterne, welche die Enden des „Pfades der Seelen“ (der Milchstraße) bewachen: Sirius das östliche Ende am Winterhimmel, Antares das westliche Ende am Sommerhimmel. Eine aus der Welt scheidende Seele muss genug Futter mit sich tragen, um beide Hunde zu besänftigen, wenn sie nicht ewig auf dem Pfad der Seelen herumirren will. Die Pawnee bezeichnen Sirius als Wolfstern.
Bei den Chinesen bildeten Sterne der heutigen Konstellationen Achterdeck und Großer Hund ein Pfeil und Bogen darstellendes Sternbild. Der Pfeil zielte direkt auf den „Himmelswolf“ (天狼星,  Tiānláng Xīng – „Himmelswolf-Stern“), nämlich Sirius.

#### Südsee-Inseln
In Polynesien und Mikronesien dienten die helleren Sterne des Südhimmels, insbesondere Sirius, seit prähistorischen Zeiten der Navigation bei den Überfahrten zwischen den verstreuten Inselgruppen. Nahe am Horizont konnten helle Sterne wie Sirius als Richtungsanzeiger verwendet werden (wobei sich mehrere Sterne im Laufe einer Nacht in dieser Rolle gegenseitig ablösten). Sterne konnten auch zur Feststellung der geographischen Breite benutzt werden. So zieht Sirius mit seiner Deklination von 17° Süd senkrecht über Fidschi mit der geographischen Breite 17° Süd hinweg und man musste nur so lange nach Süden oder Norden fahren, bis Sirius durch den Zenit ging.

### Sirius und die Dogon
Der französische Ethnologe Marcel Griaule studierte ab 1931 zwei Jahrzehnte lang die Volksgruppe der Dogon im westafrikanischen Mali. Die umfangreichen Schöpfungsmythen der Dogon, die Griaule in hauptsächlich per Dolmetscher geführten Gesprächen mit vier hochrangigen Stammesangehörigen sammelte, enthalten angeblich Angaben über einen merkwürdigen Begleiter von Sirius:
- der Stern Sirius (sigu tolo) wird vom kleineren Begleiter po tolo umkreist. Po tolo hat seinen Namen von po, dem kleinsten den Dogon bekannten Getreidekorn (Digitaria exilis).
- Po tolo bewegt sich auf einer ovalen Bahn um Sirius; Sirius steht nicht im Zentrum dieser Bahn, sondern exzentrisch.
- Po tolo braucht 50 Jahre, um die Bahn einmal zu durchlaufen und dreht sich einmal im Jahr um sich selbst.
- Wenn po tolo nahe bei Sirius steht, wird Sirius heller. Wenn der Abstand am größten ist, flackert Sirius und kann als mehrere Sterne erscheinen.
- Po tolo ist der kleinste Stern und überhaupt das kleinste für die Dogon denkbare Ding. Er ist aber gleichzeitig so schwer, dass alle Menschen nicht ausreichen würden, ihn hochzuheben.
- Ein drittes Mitglied des Siriussystems ist der Stern emme ya tolo (benannt nach einer Sorghumhirse), der etwas größer als po tolo aber nur ein Viertel so schwer ist. Er umkreist Sirius auf einer größeren Bahn und ebenfalls einmal in 50 Jahren.

Die Ähnlichkeit dieser Beschreibungen mit Sirius B und einem eventuellen Sirius C ist umso erstaunlicher, als nichts davon mit bloßem Auge erkennbar ist. Zahlreiche unterschiedliche Spekulationen versuchen die Herkunft dieser angeblichen Kenntnisse zu erklären. In der Populärliteratur finden sich zwei Hauptströmungen: Eine hauptsächlich in afrozentrischer Literatur vertretene Ansicht sieht die Dogon sogar als Überbleibsel einer einstigen hochentwickelten, wissenschaftlich geprägten afrikanischen Zivilisation.
Robert Temple andererseits vertrat in seinem Buch Das Sirius-Rätsel (The Sirius Mystery) die Vermutung, außerirdische Besucher aus dem Sirius-System hätten vor etwa 5000 Jahren den Anstoß für den Aufstieg der ägyptischen und der sumerischen Zivilisation gegeben.
Die in wissenschaftlichen Kreisen bevorzugte Erklärung geht von der Kontaminierung der Dogon-Mythologie mit modernen astronomischen Erkenntnissen aus. Die anthropologische Variante nimmt an, dass die Kontamination (wenn auch nicht absichtlich) durch Griaule selbst geschehen sei. Der niederländische Anthropologe Walter van Beek arbeitete selbst mit den Dogon und versuchte Teile des Materials von Griaule zu verifizieren. Er konnte jedoch große Teile der von Griaule wiedergegebenen Mythen nicht bestätigen, unter anderem Sirius als Doppelsternsystem. Van Beek vertritt die Ansicht, dass die von Griaule publizierten Mythen nicht einfach Wiedergaben von Erzählungen seiner Gewährsleute seien, sondern in einem komplexen Zusammenspiel zwischen Griaule, seinen Informanten und den Übersetzern zustande gekommen sind. Ein Teil von ihnen sei das Ergebnis von Missverständnissen sowie Überinterpretation durch Griaule.
Eine mögliche Erklärung bezieht sich auf angenommene Kontakte der Dogon mit europäischen Besuchern. Sie weist darauf hin, dass die Dogon-Erzählungen den astronomischen Kenntnisstand ab etwa 1926 widerspiegeln (während Griaule erst ab 1931 bei den Dogon zu arbeiten begann): die Umlaufperiode, der elliptische Orbit und die große Masse von Sirius B waren bereits im 19. Jahrhundert bekannt, sein geringer Durchmesser ab etwa 1910, ein möglicher dritter Begleiter wurde in den 1920er Jahren vermutet, die hohe Dichte von Sirius B wurde 1925 nachgewiesen. Die Beobachtung der gravitativen Rotverschiebung an Sirius B ging als Aufsehen erregende Bestätigung der Allgemeinen Relativitätstheorie durch die populäre Presse. Als Quellen kommen beispielsweise Missionare in Betracht, worauf auch biblische und christliche Motive in der Dogon-Mythologie hinweisen. Missionarische Aktivitäten bei den Dogon fanden ab 1931 statt, allerdings sind bisher keine Missionare nachweisbar, die konkret als Quelle in Frage kämen.

### Sirius als roter Stern
Sirius erscheint dem Betrachter grell bläulichweiß. Im Sternkatalog des von Claudius Ptolemäus um 150 n. Chr. verfassten Almagest findet sich Sirius, der Hauptstern des Sternbilds Großer Hund, dennoch mit dem Eintrag:
| Beschreibung                                                                   | Länge     | Breite | Größe |
| ------------------------------------------------------------------------------ | --------- | ------ | ----- |
| Der Stern im Maule, der hellste, der Hund[sstern] genannt wird und rötlich ist | Gem 172/3 | −391/6 | 1     |

Während nach Beschreibung und Koordinaten eindeutig Sirius gemeint ist, stimmt die genannte rötliche Färbung nicht mit Sirius’ blau-weißer Farbe überein. Seit dem 18. Jahrhundert knüpfen sich daran Spekulationen, ob Sirius tatsächlich während der letzten 2000 Jahre seine Farbe geändert haben könnte. In diesem Fall würde Ptolemäus’ Bemerkung wertvolles Beobachtungsmaterial sowohl allgemein zur Sternentwicklung als auch speziell zu den Vorgängen in der Sonnenumgebung liefern.
Es lässt sich auch unter Beziehung unabhängiger Quellen jedoch nicht eindeutig entscheiden, ob Sirius in der Antike als rot wahrgenommen wurde oder nicht. Ein assyrischer Text aus dem Jahre 1070 v. Chr. beschreibt Sirius als „rot wie geschmolzenes Kupfer.“ Sirius wird von Aratos in seinem Lehrgedicht Phainomena sowie von dessen späteren Bearbeitern als rötlich bezeichnet. Bei Plinius ist Sirius „feurig“ und bei Seneca sogar röter als Mars. Auch der frühmittelalterliche Bischof Gregor von Tours bezeichnet Sirius in seinem Werk De cursu stellarum ratio (ca. 580 n. Chr.) noch als roten Stern. Andererseits bezeichnet Manilius Sirius als „meerblau“, und vier antike chinesische Texte beschreiben die Farbe einiger Sterne als „so weiß wie [Sirius]“. Darüber hinaus wird Sirius oft als stark funkelnd beschrieben; ein eindrucksvolles Funkeln setzt aber die vollen Spektralfarben eines weißen Sterns voraus, während das mattere Funkeln eines roten Sterns kaum Aufmerksamkeit erregt hätte. Fünf andere von Ptolemäus als rot bezeichnete Sterne (u. a. Beteigeuze, Aldebaran) sind auch für den heutigen Betrachter rötlich.
Nach heutigem Verständnis der Sternentwicklung ist ein Zeitraum von 2000 Jahren bei weitem nicht ausreichend, um bei den betreffenden Sterntypen sichtbare Veränderungen bewirken zu können. Demnach ist weder ein Aufheizen von Sirius A von einigen tausend Kelvin auf die heutigen knapp 10.000 K, noch eine Sichtung von Sirius B in seiner Phase als Roter Riese denkbar. Alternative Erklärungsversuche konnten bislang allerdings auch nicht vollständig überzeugen:
- Eine zwischen Sirius und der Erde durchziehende interstellare Staubwolke könnte eine erhebliche Rötung des Lichts durchscheinender Sterne verursacht haben. Eine solche Wolke hätte aber Sirius’ Licht auch so stark schwächen müssen, dass er allenfalls als unauffälliger Stern dritter Größenklasse erschienen wäre und seine Helligkeit nicht ausgereicht hätte, um im menschlichen Auge einen Farbeindruck hervorzurufen. Spuren einer solchen Wolke wurden nicht gefunden.
- Die irdische Atmosphäre rötet das Licht tiefstehender Gestirne ebenfalls, schwächt es aber nicht so stark ab. Da der heliakische Aufgang des Sirius für viele antike Kulturen ein wichtiger kalendarischer Fixpunkt war, könnte die Aufmerksamkeit besonders dem tiefstehenden und dann rötlich erscheinenden Sirius gegolten haben. Diese Farbe könnte Sirius dann als kennzeichnendes Attribut beibehalten haben. Theoretische Rechnungen deuten an, dass die Atmosphäre in der Tat das Licht eines Sterns ausreichend röten kann, ohne die Helligkeit unter die Farbwahrnehmungsschwelle zu drücken. Praktische Beobachtungen konnten bisher aber keinen ausgeprägten Rötungseffekt feststellen.
- „Rötlich“ könnte ein lediglich symbolisches Attribut sein, das Sirius mit der von seinem heliakischen Erscheinen angekündigten Sommerhitze in Verbindung bringt.[67]

## Konjunktionen und Bedeckungen
Da sich Sirius weit südlich der Ekliptik befindet, kann sich keiner der Planeten unseres Sonnensystems ihn auf einem Abstand von unter 30 Grad nähern. Allerdings gibt es einige Kleinplaneten mit stark geneigter Bahn, welche am Himmel in der Nachbarschaft von Sirius erscheinen und ihn sogar bedecken können.
Am 19. Februar 2019 bedeckte der 16,7 mag helle Kleinplanet Jürgenstock Sirius für Beobachter im karibischen Raum und am 9. Oktober 2022 zog der 8,7m helle Asteroid Pallas 8,5 Bogenminuten nördlich an Sirius vorbei. Am 27. Februar 2023 zog Pallas in 2,6° nordwestlichem Abstand an Sirius vorbei. Am 19. Februar 2037 wird man den Kleinplaneten Aethra 3,2° südöstlich von Sirius finden.
- Bahn des Kleinplaneten Jürgenstock von Oktober 2018 bis Juni 2019
- Kleinplanet Pallas (mit einem Pfeil markiert) nahe Sirius am Morgen des 9. Oktober 2022

## Trivia
Friedrich Wilhelm Herschel definierte Anfang des 19. Jahrhunderts das Siriometer als die Entfernung von der Sonne zum Sirius. Die Einheit konnte sich jedoch nicht durchsetzen und wird heute nicht mehr verwendet.